# Abiatar
Abiatar o Abiathar (en hebreo אביתר, (Ebyathar), que significa «padre de una multitud», o «el padre es preeminente»), fue un sumo sacerdote en tiempos del Rey David. 
Abiatar o Abiathar (en hebreo אביתר, (Ebyathar), que significa «padre de una multitud», o «el padre es preeminente»), fue un sumo sacerdote en tiempos del Rey David. 
Descendiente de Ajimelec, Ahitov, Fineas, Eli, Itamar, y Aarón Y padre de Jonatán. Cuando Absalón, hijo primogénito de David, se rebeló contra él, Abiatar y Sadoc, sacerdotes del rey David, escaparon de la matanza en Nob, cuando huían de los leales a Absalón y, acompañaron a David en su fuga.
David mandó regresar a Jerusalén a Sadoc y a Abiatar con el Arca de la Alianza y les pidió que se quedasen cerca de Absalón.
Absalón es derrotado y muere, pero cuando otro hijo de David, Adonías quiere ocupar el trono de su padre, Abiatar se une a la causa y se pone en contra de Salomón y su bando. Cuando el rey David se entera, proclama rey de Israel a Salomón y este destierra a Abiatar. Fue así como se concretó la destrucción de la estirpe de Itamar.